# Battlefield 2142
Battlefield 2142 és un videojoc d'acció en primera persona del 2006 desenvolupat per DICE i publicat per Electronic Arts. És el quart joc de la sèrie Battlefield. Battlefield 2142 està ambientat l'any 2142, que representa una guerra coneguda com "La Guerra Freda del segle XXII", en la qual dues superpotències militars, la Unió Europea (UE) i la Coalició Panasiàtica (PAC), lluiten per la terra no congelada que queda durant un nova edat de gel.
El juliol de 2014, tots els components en línia del joc es van desactivar després de l'aturada de GameSpy. El multijugador en línia del joc va ser reviscut per la comunitat Project Revive el 2016. Tanmateix, el projecte es va tancar el 2017 després d'un avís legal d'Electronic Arts. Actualment, el multijugador en línia del joc només es pot jugar amb la comunitat 2142 Reclamation Project formada després de l'aturada de Project Revive.
És el quart lliurament del joc d'acció en línia Battlefield, ambientat en una glaciació. Arriba després de Battlefield 1942, que estava ambientat en la Segona Guerra Mundial, Battlefield Vietnam, basat en el conegut conflicte oriental, i Battlefield 2, inspirat en l'actualitat. Al joc la terra està començant a veure's afectada per una nova glaciació, i dues faccions s'enfronten per l'única zona del planeta on poden sobreviure. Els dos exèrcits que entren en contesa són una coalició de països d'Europa i Amèrica, i altra de nacions Asiàtiques.

## Armament
Hi ha nou armament i alguns detalls interessants. S'ha millorat molt la personalització de les armes i ja no es milloren de forma tan senzilla com en l'anterior lliurament, el sistema és més complex i enriqueix summament aquest aspecte. Hi ha armes òbviament futuristas, però que no oferixen gens especialment nou; això si l'arma de polsos electromagnètics és bastant espectacular, i desactiva els vehicles en la seva ràdio d'acció durant uns instants. Tampoc es veu gens cridanerament revolucionari en la tecnologia que usen els soldats: *Drones, imatges per satèl·lit o un interessant camuflatge òptic, no semblen grans avanços per a la guerra de dintre de gairebé 150 anys.